# Dead Rising: Chop Till You Drop
Dead Rising: Chop Till You Drop (в Японії також відома як Dead Rising: Zombie Sacrifice) — відеогра, виконана в жанрах survival horror і відкритий світ. Dead Rising: Chop Till You Drop — створений з нуля ремейк гри Dead Rising для консолі Nintendo Wii. Випущена 19 лютого 2009 року в Японії, після чого, у цьому ж місяці відбувся реліз в інших країнах. Стимулом для розробки Dead Rising: Chop Till You Drop став успіх Wii-версії гри Resident Evil 4; ігровий рушій даної гри використовується і в Dead Rising: Chop Till You Drop.

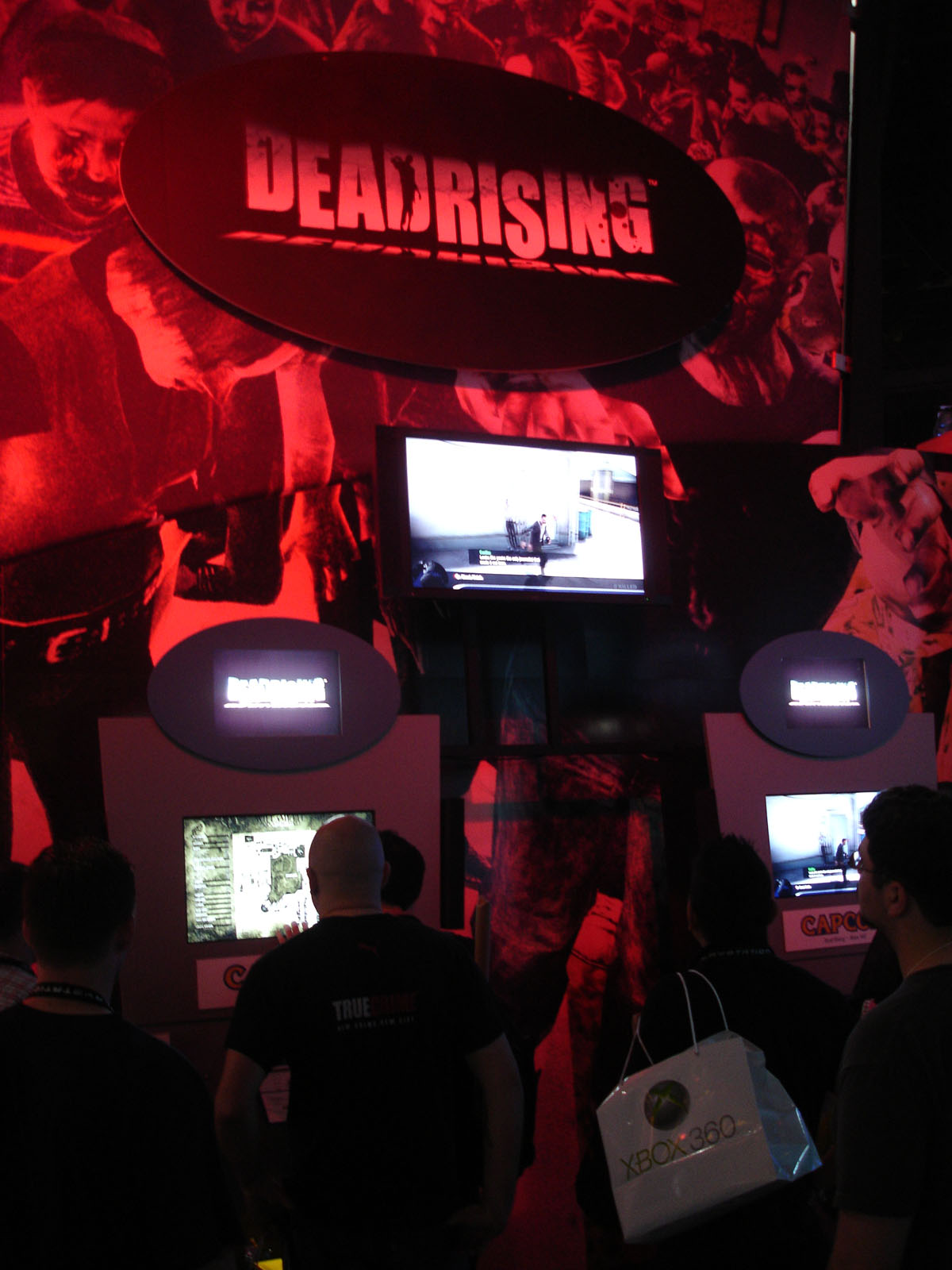

Головним героєм гри є фотожурналіст Френк Вест, який приїхав до вигаданого містечка Уілламет в штаті Колорадо. Там він натрапляє на орди зомбі та живих божевільних людей. З розвитком сюжету Вест намагається розкрити причину виникнення вірусу.

## Опис
Відмінністю від базової версії є зміна виду огляду (камера знаходиться ближче до гравця) і оптимізація управління під контролер Wii Remote. Разом з тим у зв'язку з меншими апаратними можливостями Wii в порівнянні з Xbox 360, в  Dead Rising: Chop Till You Drop  відсутні деякі можливості і функції порівняно з оригіналом. Наприклад, кількість зомбі суттєво зменшено, прибрана система фотографування.
Психопати Джо Слейд («жінка-поліцейський»), Кент Суонсон («фотограф») і Кліфф Хадсон («мачете») втратили статус босів, але з'являються у вигляді пересічних зомбі; психопат Пол Карсон («піроманіяк») був прибраний з гри повністю. Заручники, яких тримали дані психопати, з гри також прибрані. Психопата Клетус Самсона можна врятувати від зомбі, після чого він буде продавати гравцеві зброю. Під час битви з Адамом Макінтайр («клоуном») грає інша музика (музика, яка грає в оригіналі під час битви з Кентом). У торговому центрі закриті деякі магазини (деякі просто забарікадірованни). Деякі зомбі (на кшталт зомбовані Кента) можуть розмовляти і користуватися вогнепальною зброєю (вогнепальною зброєю в основному користуються зомбовані поліцейські). Додано більше костюмів. Виправлена помилка, при якій ув'язнені (психопати на викраденій ними бойовій машині) могли респаун иться. Додані нові вороги — зомбовані тварини, серед яких папуги і пуделі.